# لاولیز
لاولیز (به هانگول: 러블리즈؛ به انگلیسی: Lovelyz)، گروه دخترانه کی پاپ است که زیر نظر وولیم اینترتینمنت به فعالیت می‌پردازد.
این گروه در ۱۰ نوامبر ۲۰۱۴ و با ترانهٔ «شب بخیر مثل دیروز» آغاز به‌کار کرد و اولین آلبوم گروهی را ۱۷ نوامبر همان سال با نام «حمله دختران» منتشر کرد. گروه در اکتبر ۲۰۱۵ کاور آهنگ بزن به چاک مایکل جکسون را به صورت گروهی اجرا کرد که با استقبال جهانی روبرو شد به طوری که شبکه آمریکایی فاکس نیوز آن را پخش کرد و به تمجید لاولیز پرداخت.

## اعضا
| عنوان هنری | نام اصلی      | زادروز                   |
| ---------- | ------------- | ------------------------ |
| بی‌بی سول*  | لی سو-جونگ    | ۶ ژوئیهٔ ۱۹۹۲ ‏(۳۲ سال)    |
| جی-آئه     | یو جی-آئه     | ۲۱ مهٔ ۱۹۹۳ ‏(۳۱ سال)      |
| جیسو       | سئو جی-سو     | ۱۱ فوریهٔ ۱۹۹۴ ‏(۳۱ سال)   |
| می‌جو       | لی می-جو      | ۲۳ سپتامبر ۱۹۹۴ ‏(۳۰ سال) |
| کی         | کیم جی-یئون   | ۲۰ مارس ۱۹۹۵ ‏(۲۹ سال)    |
| جین        | پارک میو-ایون | ۱۲ ژوئن ۱۹۹۶ ‏(۲۸ سال)    |
| سوجئونگ    | ریو سو-جئونگ  | ۱۹ نوامبر ۱۹۹۷ ‏(۲۷ سال)  |
| یه‌این      | جونگ یه-این   | ۱ سپتامبر ۱۹۹۸ ‏(۲۶ سال)  |

لیدر*